# Dåliga mänskor (musikal)
Dåliga mänskor är en musikal, uruppförd år 1999.

## Dåliga mänskor
Musikalen bygger på malmöförfattaren Mary Anderssons självbiografiska roman Dåliga mänskor och hade urpremiär på Malmö Musikteater 26 november 1999 i regi av Philip Zandén. Musiken skrevs av Mikael Wiehe och manus av Philip Zandén, Jan Mark och Jonas Jarl. Berättelsen kretsar kring de två unga flickorna Lillemor och "Mackie" från de fattiga barnrikehusen och deras första arbete som flaskdiskare på en senaps- och ättiksfabrik i andra världskrigets Malmö 1942. På fabriken blir de bekanta med bland andra den försigkomne grabben "Putte Hågen" och Sally, med systern Vivan. Förmannen "Svensson" basar och drillar under den ordningsäskande Direktörens överinseende. Handlingen utspelar sig främst i fattigkvarteren, i fabriken och vid en danstävling i Folkets park. I myllret av människor finns bland andra även den bitska äldre kvinnan "Skitta-Picka", den lungsjuke Georg och Doris.
Lillemor, "Mackie" och Sally blir goda vänner. Lillemor dras med, som det visar sig, dödliga hälsoproblem och "Mackie" tar i smyg sånglektioner med drömmen om att få bli operasångerska i en osäker framtid.
Musikalen blev framgångsrik i Malmö 1999–2000 med bland andra Sandra Caménisch ("Mackie") och Nina Pressing (Lillemor) i rollerna. Den har senare även spelats på Lilla Beddinge Teater i en utvidgad version i regi av Rasmus Mononen sommaren 2017 med Skåne-turné våren 2018; belönad med Medeapriset 2017. Även en skoluppsättning på Eslövs folkhögskola 2011 har gjorts.

## Putte Hågen
Utifrån Mary Anderssons berättelse har även enmans-minimusikalen Putte Hågen skapats med musik av Mikael Wiehe, uruppförd av Tommy Juth våren 1999.